# تاكوتو أوتوغورو
تاكوتو أوتوغورو (مواليد 13 ديسمبر 1998) هو لاعب مصارعة حرة ياباني، فاز بالميدالية الذهبية في وزن 65 كج في أولمبياد 2020.

## وصلات خارجية
- تاكوتو أوتوغورو على موقع قاعدة بيانات المصارعة الدولية (الإنجليزية)
- تاكوتو أوتوغورو على موقع اللجنة الأولمبية الدولية (الإنجليزية)
- تاكوتو أوتوغورو على موقع أوليمبيديا (الإنجليزية)